# St. Gallus (Oberscheinfeld)

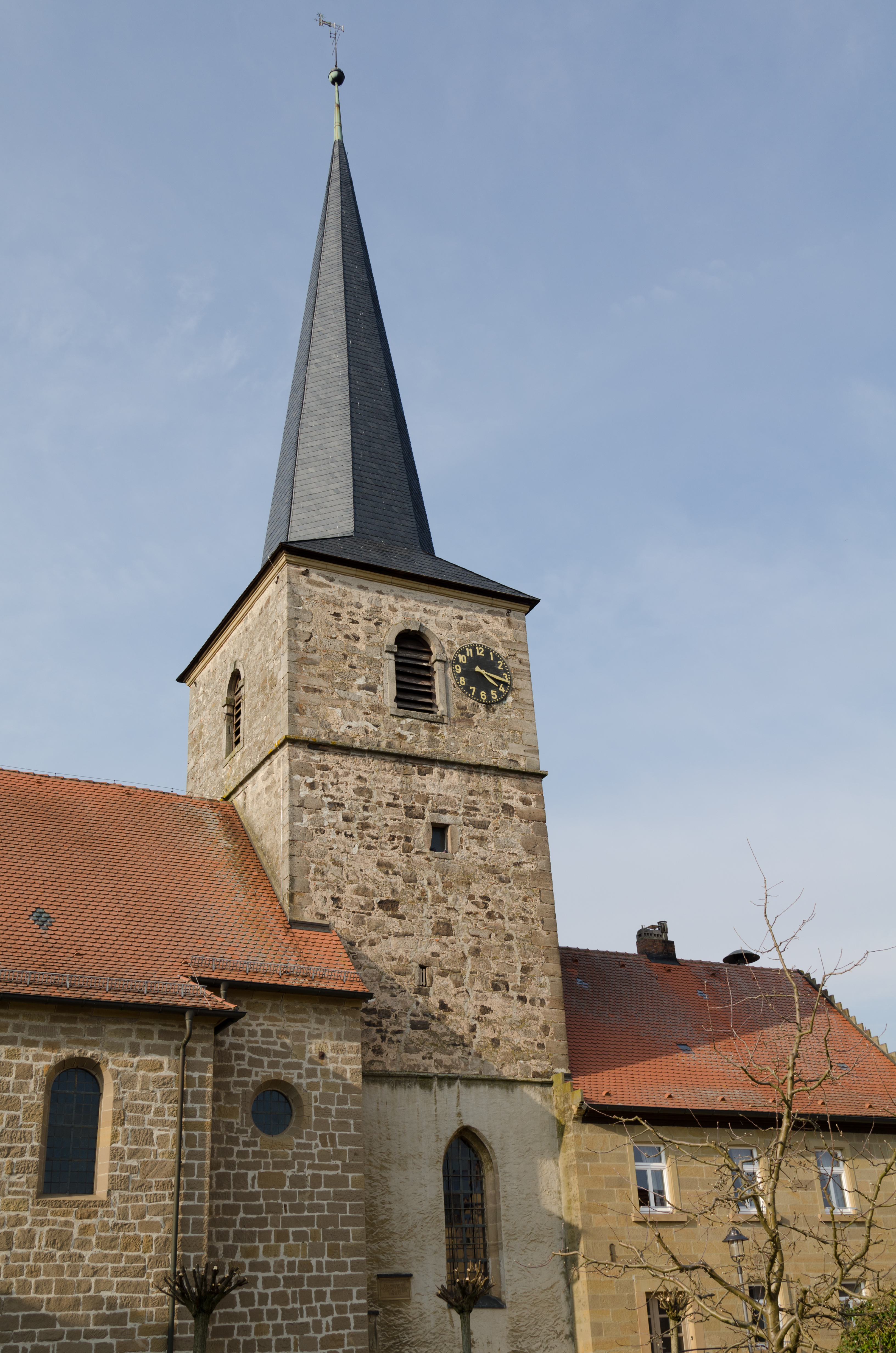
St. Gallus in Oberscheinfeld

Die römisch-katholische, denkmalgeschützte Pfarrkirche St. Gallus steht in Oberscheinfeld, einem Markt im Landkreis Neustadt an der Aisch-Bad Windsheim (Mittelfranken, Bayern). Das Bauwerk ist unter der Denkmalnummer D-5-75-157-8 als Baudenkmal in der Bayerischen Denkmalliste eingetragen. Die Pfarrei gehört zum Seelsorgebereich Dreifrankenland im Steigerwald im Dekanat Ansbach des Erzbistums Bamberg.

## Beschreibung
Die beiden unteren Geschosse des Chorturms auf quadratischem Grundriss der Saalkirche stammen aus dem 15. Jahrhundert. Das obere Geschoss, das die Turmuhr und den Glockenstuhl beherbergt, wurde nach einem Brand 1922 erneuert. Darauf wurde ein achtseitiger, schiefergedeckter Knickhelm gesetzt. Das Langhaus wurde 1935 nach einem Entwurf des Würzburger Architekten Eugen Altenhöfer erneuert. Der Innenraum des Chors, d. h. das Erdgeschoss des Chorturms, in dem sich noch Reste von Fresken aus dem 15. Jahrhundert befinden, ist mit einem Kreuzrippengewölbe überspannt. Ein Sakramentshaus stammt von 1598. Der Hochaltar im Chor und die beiden Seitenaltäre im Langhaus beidseits des Chorbogens wurden um 1770 aufgestellt, die Kanzel und ihr Schalldeckel an der Südwand des Langhauses um 1700. Die Orgel hinter der Balustrade der Empore hat 11 Register, ein Manual und ein Pedal und wurde 1768 von Franz Ignaz Seuffert gebaut.